# Balanophyllia profundicella
Balanophyllia profundicella är en korallart som beskrevs av Gardiner 1899. Balanophyllia profundicella ingår i släktet Balanophyllia och familjen Dendrophylliidae. Inga underarter finns listade i Catalogue of Life.